# The Night the World Exploded
The Night the World Exploded este un film SF american din 1957 regizat de Fred F. Sears și produs de Sam Katzman. În rolurile principale joacă actorii Kathryn Grant și William Leslie.

## Actori
- Kathryn Grant ca Laura Hutchinson
- William Leslie ca Dr. David Conway
- Tristram Coffin ca Dr. Ellis Morton
- Raymond Greenleaf ca Gov. Chaney
- Charles Evans ca Gen. Bortes
- Frank J. Scannell ca Sheriff Quinn
- Marshall Reed ca The Generals aide
- Fred Coby ca Range Brown
- Paul Savage ca Ranger Gold
- Terry Frost ca Chief Rescue Worker